# Superettan
Superettan je druhá nejvyšší ligová fotbalová soutěž ve Švédsku. V lize hraje 16 klubů, stejně jako ve vyšší lize Allsvenskan. Sezóna se hraje od dubna až do října, každý tým hraje 30 zápasů, celkem se odehraje 240 zápasů za sezónu. Liga byla založena v roce 2000, předtím fungoval systém regionálních lig pod názvem Division 2 (v letech 1924–1986) a Division 1 (v letech 1987–1999).

## Přehled vítězů
Zdroj:
| Sezóna | Vítěz          | 2. místo          | Postupové play-off         |
| ------ | -------------- | ----------------- | -------------------------- |
| 2000   | Djurgårdens IF | Malmö FF          | Mjällby AIF                |
| 2001   | Kalmar FF      | Landskrona BoIS   | Mjällby AIF                |
| 2002   | Östers IF      | Enköpings SK      | Västra Frölunda IF         |
| 2003   | Kalmar FF      | Trelleborgs FF    | BK Häcken                  |
| 2004   | BK Häcken      | Gefle IF          | Assyriska FF (postup)      |
| 2005   | AIK            | Östers IF         | GAIS (postup)              |
| 2006   | Trelleborgs FF | Örebro SK         | IF Brommapojkarna (postup) |
| 2007   | IFK Norrköping | Ljungskile SK     | GIF Sundsvall (postup)     |
| 2008   | Örgryte IS     | BK Häcken         | IF Brommapojkarna (postup) |
| 2009   | Mjällby AIF    | Åtvidabergs FF    | Assyriska FF               |
| 2010   | Syrianska FC   | IFK Norrköping    | GIF Sundsvall              |
| 2011   | Åtvidabergs FF | GIF Sundsvall     | Ängelholms FF              |
| 2012   | Östers IF      | IF Brommapojkarna | Halmstads BK (postup)      |
| 2013   | Falkenbergs FF | Örebro SK         | GIF Sundsvall              |
| 2014   | Hammarby IF    | GIF Sundsvall     | Ljungskile SK              |